# 籾山ひめり
籾山 ひめり（もみやま ひめり、2004年3月22日 - ）は、日本の女性アイドル、女優、振付師。女性アイドルグループ・高嶺のなでしこのメンバー。ラストアイドルファミリーのSomeday Somewhere（2017年 - 2022年）、Spindle（2016年 - 2019年）、渡良瀬橋43（2014年 - 2017年）の元メンバー。栃木県出身。

## 略歴
2014年1月より栃木県足利市を中心に活動する渡良瀬橋43の初期メンバーとして活動を始める。当初は年下メンバーで構成されるキッズメンバーだったが、2015年3月よりアイドルメンバーに昇格する。
2016年9月よりローラースケート女性アイドルグループSpindleとの兼任後、2017年3月に渡良瀬橋43を卒業し移籍をする。
2017年11月12日（11日深夜）、テレビ朝日「ラストアイドル」に挑戦者として出演し、暫定メンバーの立ち位置2番の吉崎綾に敗れる。12月3日（2日深夜）の放送でセカンドユニット「Someday Somewhere」がお披露目され、立ち位置3番として活動をスタートした。担当カラーは青。
2019年11月24日、Spindleを卒業。
2022年1月26日、ラストアイドルのメンバー初となるソロ曲を配信リリース。
2022年5月31日、ラストアイドル及びSomeday Somewhereの活動終了。
2022年8月5日、高嶺のなでしこの新メンバーとして加入。8月7日にTIF2022でステージデビュー。これまでの活動実績としっかりした性格から、同グループのキャプテンに選ばれる。

## 人物
- 家族は両親の他に弟がいる。
- 中学校では美術部の部長をしていた[注 1]。

### エピソード
- 渡良瀬橋43は絹織物「足利銘仙」を使用した衣装を着用しているが、2015年3月29日に行われた足利市のPRに参加した際にキッズメンバーからアイドルメンバーに昇格したばかりの籾山は衣装が間に合わず、メンバーカラーTシャツで参加した[5]。
- 好きな歌手は鈴木愛理であり、鈴木が出演するYouTube番組アニソン神曲カバーでしょdeショー‼（8m11s〜） - YouTubeに高嶺のなでしこの他メンバーが出演した際、スタジオへ見学に行き、番組内で「たかねこイチの愛理ファン」として紹介された。[6]
- 特技はローラースケート。[7][8]ローラースケートを履きながら踊るTikTokを公開したところ、「この動画の行動は危険であり、専門家の指導のもと撮影が行われています。決して真似をしないでください。」という注意文が付与された。[9]
- おジャ魔女どれみのファンであり、25周年に合わせてTikTokにアップしたダンス動画が、おジャ魔女どれみ25周年X公式アカウントでリポストされた。[10]
- 2024年7月にリリースされた高嶺のなでしこの「モテチェン」では、サビ以外の振付を担当しており、ローカルカンピオーネと共に振付師としてクレジットされている。[11][12]

## 作品
- 「To the Top」（2022年1月26日、配信限定）[13]
- 「I don’t wanna be lonely ～クリスマスに恋をしよう～」（2022年12月14日、Noel (2022 feat. 村重杏奈/松下玲緒菜/津代美月/奥津マリリ/籾山ひめり)）[14]

## 出演

### テレビ
- ラストアイドル（テレビ朝日）
  - （2017年11月12日） - ラストアイドル挑戦者として
  - （2017年12月3日） - Someday Somewhereとして出演
- ラストアイドル season2（2018年1月14日 - 4月1日、テレビ朝日） -「Someday Somewhere」として出演
- ラストアイドル フォースシーズン 〜ラスアイ、よろしく！〜（2018年10月14日 - 2019年9月29日、テレビ朝日）
- ラストアイドル 〜ラスアイ、よろしく！〜（2019年10月3日 - 2022年3月26日、テレビ朝日・AbemaTV・テレ朝動画・TELASA・TVer）
- ラスアイ ヤンマガ選抜☆ベストショットTV（2020年9月5日、テレ朝チャンネル1）[15]
- オールスター合唱バトル(2025年6月8日、フジテレビ)[16]

### 映画
- 記憶にございません！（2019年） - アイドル 役

### 配信
- ラストアイドル in AbemaTV（2018年6月3日 - 8月26日）

### ラジオ
- 高嶺のなでしこのオールナイトニッポンX（2022年8月18日、ニッポン放送）
- 高嶺のなでしこの夜遅くにごめん!（2023年5月5日 - 12月29日、FM NACK5） - メインパーソナリティー
- 高嶺のなでしこのアイドル授業中!（2024年4月6日 - 9月28日、ミュージックバード） - 不定期出演
- 高嶺のなでしこのらじおっちゅーの!（2024年10月5日 - 2025年6月28日、FM大阪） - 不定期出演

### 舞台
- 舞台『球詠』
  - 舞台『球詠』（2021年6月24日 - 30日、草月ホール） - 川口息吹 役[17]
  - 舞台『球詠 ～vs 影森・梁幽館編～』（2022年2月17日 - 23日、新宿村LIVE） - 山崎珠姫 役[18]
- GENKI Produce vol.17『家族と呼ばないで−I can't say it enough−』（2021年11月3日-7日、CBGKシブゲキ!!）-川島裕美 役[19]

## 振付した曲
| No. | 初公開年月 | 演者           | 曲名                           | 備考                                                             |
| --- | ---------- | -------------- | ------------------------------ | ---------------------------------------------------------------- |
| 1   | 2024年7月  | 高嶺のなでしこ | モテチェン                     | サビはローカルカンピオーネ                                       |
| 2   | 2024年9月  | 高嶺のなでしこ | ロブホイッスル                 | 高嶺のなでしこ 2周年記念 Zepp TOUR 2024 「瞬きさえ忘れる。」にて |
| 3   | 2024年9月  | 松本ももな     | 死ぬまでダーリン               | 高嶺のなでしこ 2周年記念 Zepp TOUR 2024 「瞬きさえ忘れる。」にて |
| 4   | 2025年3月  | Suupeas        | ナイトメラ                     |                                                                  |
| 5   | 2025年4月  | Suupeas        | 睡眠地下潜(もぐ)どってん!!釈明 |                                                                  |
| 6   | 2025年4月  | Suupeas        | アイム･ノット･プリンセス       |                                                                  |
| 7   | 2025年7月  | 高嶺のなでしこ | ライフクエスト                 | 2025年7月26日「アニソフィアフェス2025」にて初披露                |